# Pierre-Vincent-Gatien de la Motte-Baracé de Senonnes

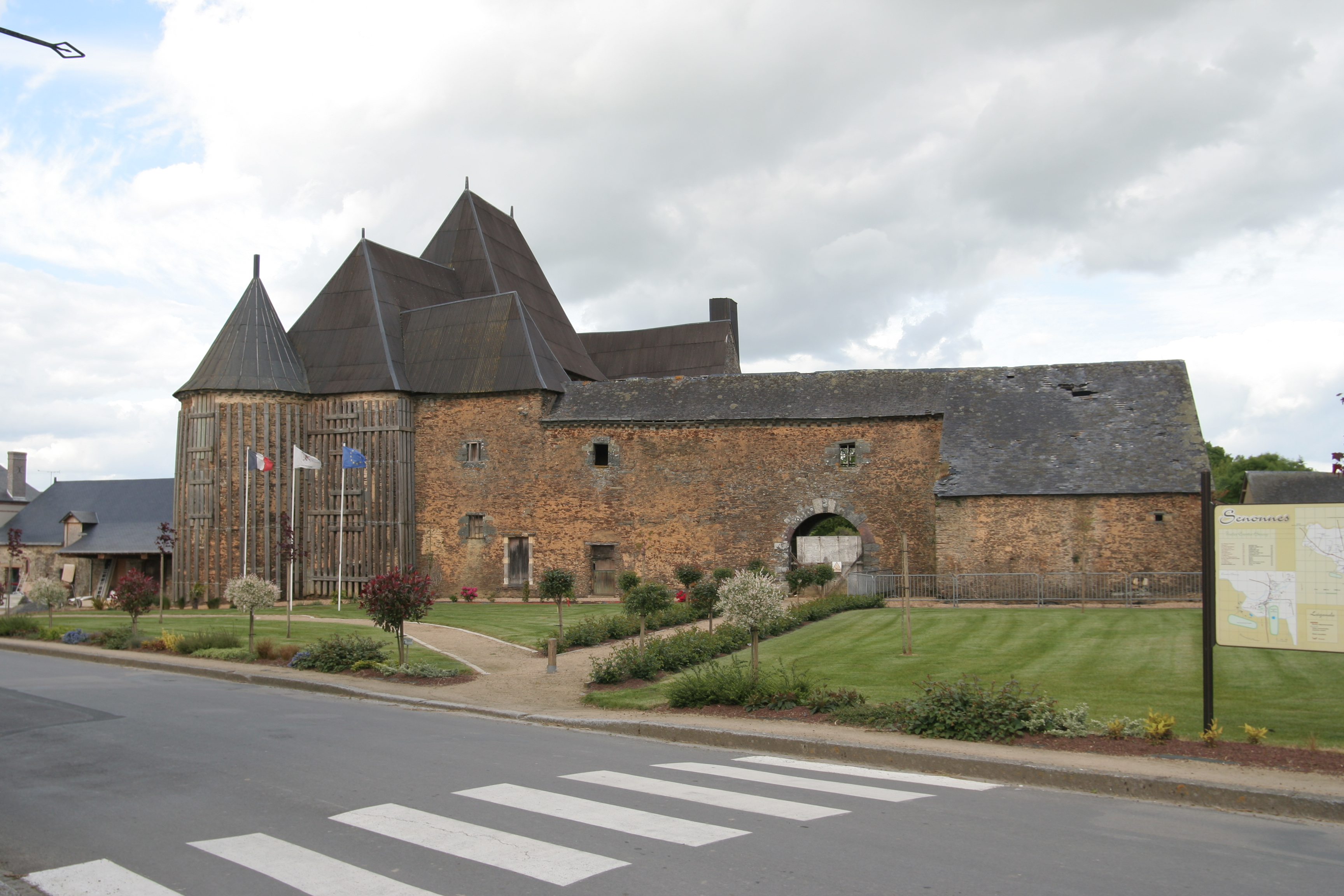
Château de Senonnes

Pierre-Vincent-Gatien de la Motte-Baracé de Senonnes, marquis de Senonnes, né le 18 octobre 1779 à Senonnes, mort le 29 novembre 1851 à Angers, était un officier français et chef chouan en 1815.

## Biographie
Fils de François-Pierre de la Motte-Baracé de Senonnes, marquis de Senonnes, et de Suzanne Drouillard, tous deux guillotinés à Paris, place de la Concorde le 7 avril 1794pendant la période dite de la Terreur. Il est le frère ainé du vicomte Alexandre de la Motte-Baracé de Senonnes. Il épouse en 1805, Auguste-Marie-Fortunée Gabrielle Goddes de Varennes, qui lui donne en dot les terres et château de Sautré à Feneu, leur fille Auguste-Mélanie-Gabrielle de la Motte-Baracé de Senonnes (1808-1857) fut l'épouse du député angevin Bucher de Chauvigné.

### Chouannerie
Âgé de 20 ans, il fait en Mayenne, la dernière campagne de la  chouannerie de 1799, sous les ordres de son oncle le comte d'Avoynes de la Jaille.  En février 1814, il fait partie de l'état-major du général Charles d'Autichamp pour opérer une insurrection en faveur de la cause royale. En mai 1814, il est l'un des trois angevins qui ont fait les premiers arborer le drapeau blanc royal à Angers, avec le comte d'Autichamp et le comte de Rouzai.
En 1815, lors des Cent-Jours, il est inscrit sur la liste des volontaires royaux du Maine-et-Loire. Il était maire de la commune de Feneu à partir de 1811, mais après le retour de l'empereur Napoléon 1er à Paris, il est le premier maire destitué dans l'arrondissement de Segré pour “cause d'attachement prononcé au roi”, il est de nouveau en fonction de 1815 à 1830.
Il reprend les armes le 22 mai 1815 sous les ordres du général d'Andigné, et prend part à l'insurrection royaliste dans les départements du Maine-et-Loire et de la Mayenne. Il a levé deux compagnies qu'il commande pendant toute la campagne, il est présent à la bataille de Cossé le 28 mai, et dans plusieurs ′′escarmouches′′.
De 1815 à 1830, il est nommé capitaine puis chef de bataillon dans les armées catholiques et royales de l'Ouest.

### Restauration
Sous la Restauration, il est membre du conseil général du Maine-et-Loire en 1824 du conseil supérieur des ponts et chaussées et du conseil académique jusqu'en 1830.
En 1817, il fut membre de la ′′société des amis des arts′ fondée sous louis XVI, société placée sous la protection du duc de Berry. En 1828 il est l'un des fondateurs et vice-président de la société d'agriculture, sciences et art d'Angers, et un collaborateur assidu du journal catholique et légitimiste l'Union de l'Ouest.
Il est invité à la table de la duchesse de Berry au diner de gala le 21 juin 1828, organisée par la ville d'Angers pour célébrer la visite de la princesse en Anjou.
Le marquis de Senonnes décède en 1851.